# عروس هابک
عروس هابک (کره‌ای: 하백의 신부; لاتین‌نویسی اصلاح‌شده: Habaekui Shinbu) یک مجموعهٔ تلویزیونی کره جنوبی اسپین‌آف سون‌جونگ مانهوای سال ۲۰۰۶، عروس خدای آب، اثر یون می-کیونگ است. در این مجموعه، شین سه-کیونگ به عنوان شخصیت اصلی در کنار نام جو هیوک، لیم جو-هوان، کریستال جانگ و گونگ میونگ به ایفای نقش می‌پردازند. این مجموعه از ۳ ژوئیه تا ۲۲ اوت ۲۰۱۷، دوشنبه و سه‌شنبه‌ها ساعت ۲۲:۵۵ (کی‌اس‌تی) از تی‌وی‌ان پخش شد.

## بازیگران

### اصلی
- شین سه-کیونگ در نقش یون سو-آه[۴]
- نام جو هیوک در نقش ها-بک[۴]
- لیم جو-هوان در نقش شین هو-یه[۵]
  - یون چان-یونگ در نقش جوانی هو-یه
- کریستال جانگ (جونگ سو-جونگ) در نقش مو-را[۴] / هه-را
- گونگ میونگ در نقش بی-ریوم[۴] / آن-بین